# Quercus longispica
Quercus longispica är en bokväxtart som först beskrevs av Hand.-mazz., och fick sitt nu gällande namn av Aimée Antoinette Camus. Quercus longispica ingår i släktet ekar, och familjen bokväxter. Inga underarter finns listade.